# Husakowskie pokolenie

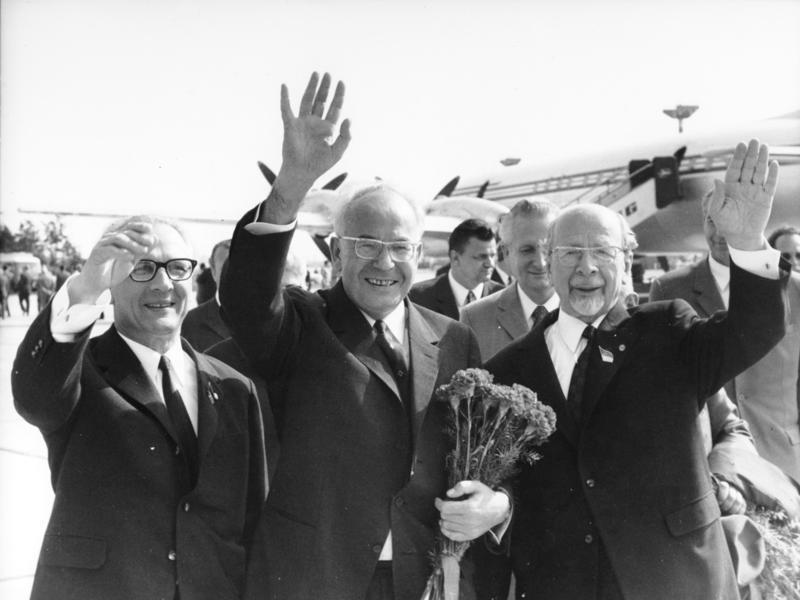
Gustáv Husák (w środku) podczas wizyty w Niemieckiej Republice Demokratycznej, 1971.

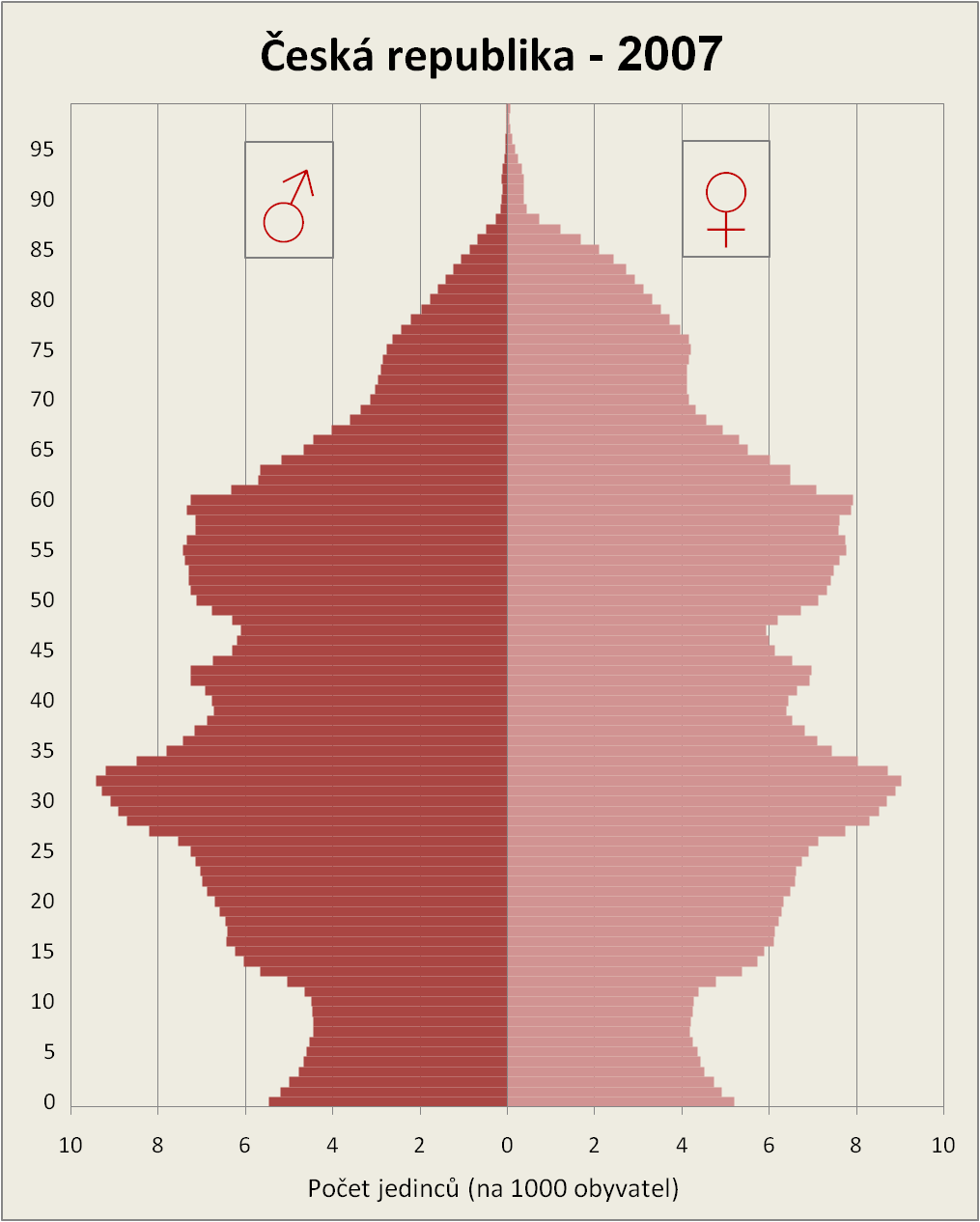
Struktura płci i wieku w Czechach w 2007 r. „Husakowskie pokolenie” stanowi najliczniejszą grupę ludności.

Husakowskie pokolenie (po czesku: Husákovy děti, po słowacku: Husákove deti) to termin powszechnie używany na określenie pokolenia ludzi urodzonych w Czechosłowacji podczas wyżu demograficznego, który rozpoczął się na początku lat 70. XX wieku, w okresie husakowskiej normalizacji. Pokolenie zostało nazwane imieniem prezydenta i wieloletniego lidera Komunistycznej Partii Czechosłowacji, Gustáva Husáka.

## Polityka prorodzinna państwa w latach 70.
Najważniejszy powojenny wyż demograficzny w Czechosłowacji nastąpił w roku 1974. Po wydarzeniach Praskiej Wiosny, które miały miejsce w roku 1968, oraz po następującym po nich przywróceniu warunków sprzed okresu reform, wielu Czechosłowaków pogodziło się ze swoim losem i przestało interesować się sytuacją polityczną w swoim kraju. Reakcją na to było utworzenie przez czechosłowacki reżim komunistyczny ich własnego odpowiednika gulaszowego komunizmu, przedstawionego jako nową koncepcję: politykę prorodzinną państwa. Przedłużono okres trwania urlopu macierzyńskiego, podwyższono zasiłki rodzinne, a młodym małżeństwom zapewniano pomoc finansową w postaci atrakcyjnych pożyczek państwowych. Jednak ta „hojność” polityki państwa wkrótce się wyczerpała. Pod koniec lat 70. rezerwy finansowe państwa przeznaczone na utrzymanie polityki prorodzinnej były ograniczone i nastąpił koniec wyżu demograficznego. W przeszłości podawano w wątpliwość wpływ polityki prorodzinnej państwa. Przyrost naturalny zaczął rosnąć w 1969 roku. Dotacje państwowe zostały zatwierdzone w roku 1973, a kulminacja wyżu demograficznego nastąpiła w 1974 roku. Po początkowym nagłym wzroście współczynnika urodzeń, nastąpił spadek. Niebywała eksplozja demograficzna mogła być bardziej powiązana z okresem powojennym niż z „inżynierią społeczną” reżimu komunistycznego.

## XXI wiek
Od początku XXI wieku husakowskie pokolenie stanowi ważną część społeczeństwa czeskiego. Pokolenie wyżu demograficznego z lat 70. przyczyniło się do kolejnego znaczącego wzrostu liczby ludności mającego miejsce pod koniec pierwszej dekady XXI wieku. Husakowskie pokolenie stało się także celem marketingowej i ekonomicznej inwazji produktów w stylu retro na czeski rynek. Po upadku żelaznej kurtyny, który nastąpił po okresie fascynacji wszelkimi produktami z Zachodu, czeskie społeczeństwo zaczęło stopniowo ponownie interesować się rodzimymi markami. Kampanie reklamowe zaczęły skupiać się na pokoleniu w wieku produkcyjnym i ich tęsknocie za przeszłością i latami dzieciństwa. Po raz kolejny na rynku czeskim pojawiły się produkty w stylu retro i marki znane w latach 70. i 80.
Termin „husakowskie pokolenie” pojawił się w tekście piosenki 1970 wykonywanej przez czeski zespół Chinaski:

Czas pędzi, czas ucieka, niełatwo jest przywrócić minione lata,

i dlatego husakowskie pokolenie weszło w lata chrystusowe